# Fondi
Fondi (em latim: Fundi) é uma comuna italiana da região do Lácio, província de Latina, com cerca de 31.497 habitantes. Estende-se por uma área de 142 km², tendo uma densidade populacional de 222 hab/km². Faz fronteira com Campodimele, Itri, Lenola, Monte San Biagio, Sperlonga, Terracina, Vallecorsa (FR).

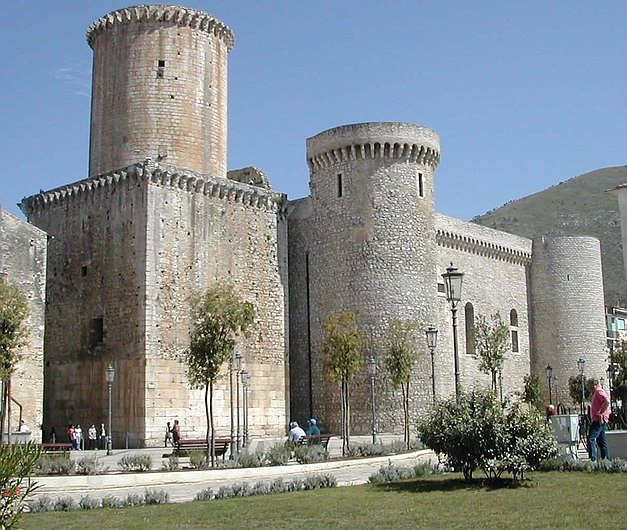
Castello Baronale

## Demografia
| Variação demográfica do município entre 1861 e 2011                               |
|                                                                                   |
| Fonte: Istituto Nazionale di Statistica (ISTAT) - Elaboração gráfica da Wikipedia |